# ペルシアダマジカ
ペルシアダマジカ（Dama mesopotamica）は、哺乳綱偶蹄目シカ科ダマジカ属に分類されるシカの一種。以前は中東や北アフリカにかけて分布していたが、1950年代にイランで再発見されるまでは絶滅したと考えられており、現在はイランおよび再導入が行われてきたイスラエルのみに分布する。

## 分類
初代アランブルック子爵の実父でブルックバラ子爵の祖父としても知られるサー・ヴィクター・ブルック準男爵が1875年にカールーン川で射殺した個体がきっかけで Cervus (Dama) mesopotamicus として記載された。
ペルシアダマジカとダマジカの厳密な関連性には異説が存在しており、亜種とされる場合と独立種とされる場合の両方がある。
ダマジカ属は絶滅したメガロケロス属と遺伝的に近縁であることが示唆されており、本属とギガンテウスオオツノジカは姉妹群同士に該当する可能性がある。

## 特徴
中型またはやや大型のシカであり、頭胴長130-240センチメートル、肩高80-110センチメートル、体重は70-140キログラムに達するなどダマジカよりも顕著に大型である。また、角の大きさもダマジカより小さく、形状においても掌状化が弱く規則性がダマジカよりも強い点でも形態的に区別されるが、本来の生態には不明な点も多く、現在の生存個体は形態的な変容を経ている可能性もある。
季節ごとに主要な餌が変動し、夏季は草、冬季には木の葉を主に摂取する他にも、秋季にはナッツなどの果実の割合が増加する。ダマジカの食性から、本種はイネ科を中心にスゲ属やイグサも餌とすることが判明した。
現在の野生個体は河畔林の茂みなどを、再導入された個体は主にギョリュウ、オーク、ピスタチオなどの森林地帯や田園地帯などを利用する。本来の生息環境についても不明な点が多かったため、イスラエルでの再導入事業の際には過去の知見を基に候補地が賭けに近い形で選ばれた。生息地としては森林地帯の方がより安全だが、天敵からの危険性に晒されていない（または天敵との遭遇が未経験の）個体群は、導入された生息環境への慣れが進むと共に餌のために開けた草原や牧草地や低木地などをより重点的に利用する可能性がある。天敵としては人間やオオカミなどが挙げられる。
発情期は8-9月であり、繁殖期には雄が縄張りを形成する。性的に成熟するのは生後約16ヵ月だが、雄は数年間は繁殖に参加しない。雌の妊娠期間は約229日間で3-4月頃に出産期を迎え、通常は1度の出産で1頭の仔鹿を、稀に双子を産む。イスラエルでの観察事例から、最初の繁殖は成功率が低いと考えられている。
主な天敵は（考古学上の描写も含めれば）人間、オオカミ、ヒョウなどが存在する。

## 人間との関係

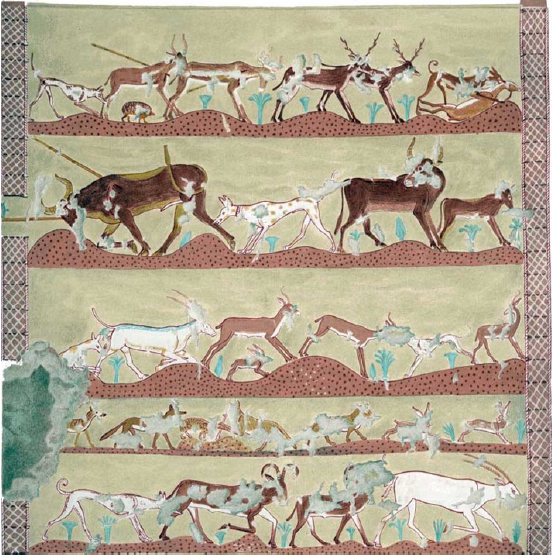
古代エジプトのテーベ（TT60）に描かれたハンティングの場面。本種の他に、野生絶滅したアラビアオリックス、絶滅したオーロックスやキタハーテビーストなども含まれている。

かつては肥沃な三日月地帯などに多く見られたなど中東に広く分布しており、古代にはチュニジアや紅海沿岸部までの北アフリカにも生息していたことが示唆されている。聖書でも言及されていたり紀元前9世紀のレリーフや西暦400年のモザイクにも描写されている。多数の考古学上の発見から新石器時代にはキプロスに導入された可能性があり、キプロスの青銅器時代を通して文化的に重要視された。
しかし、捕食者からの襲撃だけでなく、19世紀頃から乱獲と密猟、家畜との競合、生息環境の破壊などによって個体数が激減し、1875年の段階で残された生息地はイランの南西部と西部だけであった。1940年代の時点で絶滅したと考えられていた。
1956年にイランのフーゼスターン州で25頭前後の小さな個体群が再発見され、この個体群の一部が繁殖のためにドイツの動物園に送られた。イスラエルでは1955年に野生生物保護法ｈが制定され、1976年にドイツからイスラエルに3頭が送られ、1978年にはドイツから雌雄のペアが2組が、イスラム革命の勃発に伴ってイランのセメシュカンデ保護区（Semeshkandeh Reserve）から6頭の雌が移送され、ドイツ由来の雄の1頭は死亡したものの、カーメルハイバー自然保護区を中心に飼育下での繁殖が開始された。1996年からナハル・カズィヴ自然保護区を皮切りにイスラエルへの再導入が開始されて以降はエルサレム聖書動物園との協力の下でユダヤ山脈にも繁殖プログラムが拡大し、ガリラヤ地方やカルメル山やエルサレムの近郊などで後続の再導入が行われており、2020年の時点でイスラエル国内の総個体数は200-250頭にまで増加している。イランでは、2008年の時点で365頭の純血個体と雑種が存在していた。
死海付近のエン・ゲディなどで再導入が行われてきたアイベックスの事例を基にすれば、再導入されたペルシアダマジカにとっての脅威はオオカミによる捕食圧だけでなく、個体数の低下による遺伝的多様性の減少、個体群の分断と孤立化、人間や人里との接触、道路、有刺鉄線、イヌ、観光客によるゴミも含めた餌付けなども挙げられる。
イランのフーゼスターン州で発見された最後の純粋な野生個体群はデズ野生生物保護区（Dez Wildlife Refuge）とカルケ野生生物保護区（Karkeh Wildlife Refuge）に生息しているが、後者の場合はマーザンダラーン州のダシュテ・ナーズ野生生物保護区（Dasht-e-Naz Wildlife Refuge）から連れてこられた個体も含んでいる。同国には再導入されて4つの個体群が存在しており、それらの全てが囲いの中や島で飼育下（半野生）にあり、ダマジカとの雑種を有する個体群もあるが、通常は純血種と雑種は別々に管理されている。一方で、キーシュ島などのペルシャ湾の島々での導入プロジェクトは失敗したと考えられている。